# モーツァルテウム管弦楽団
モーツァルテウム管弦楽団（モーツァルテウムかんげんがくだん、Das Mozarteum Orchester Salzburg）は、オーストリア・ザルツブルクに本拠を置くオーケストラである。モーツァルテウム・オーケストラとも呼称する。

## 概要
設立に至る歴史はザルツブルク・モーツァルテウム大学を参照。
モーツァルテウム管弦楽団は、1841年「大聖堂音楽協会とモーツァルテウム」として設立され、主にドームでの宗教儀式のために演奏していたが、1939年、ザルツブルク・モーツァルテウム大学に一旦吸収された。1958年、ザルツブルク州とザルツブルク市により再興され、プロオーケストラとして独立した活動をしている。
ザルツブルク州立劇場で演奏するほか、ザルツブルク音楽祭では、モーツァルト・マチネやセレナーデなどで演奏する。録音などでは主に小編成のモーツァルト作品の演奏で知られるが、実際は90名近い陣容を持つ四管編成オーケストラである。

## 歴代の首席指揮者 (Chefdirigenten)
- アロイス・タウクス (Alois Taux) 1841年 - 1861年
- ハンス・シュレーガー (Dr. Hans Schläger) 1861年 - 1868年
- オットー・バッハ (Dr. Otto Bach) 1868年 - 1879年
- ヨーゼフ・フリードリヒ・フンメル (Joseph Friedrich Hummel) 1880年 - 1908年
- ヨーゼフ・ライター (Joseph Reiter) 1908年 - 1911年
- パウル・グレナー (Dr. Paul Graener) 1911年 - 1913年
- フランツ・レドヴィンカ (Franz Ledwinka) 1913年 - 1917年
- ベルンハルト・パウムガルトナー (Bernhard Paumgartner) 1917年 - 1938年
- ヴィレム・ヴァン・ホーフストラーテン (Willem van Hoogstraten) 1939年 - 1944年
- ロベルト・ヴァーグナー (Robert Wagner) 1946年 -
- パウル・ヴァルター (Paul Walter)
- マインラート・フォン・ツァリンガー (Meinrad von Zallinger)
- エルンスト・メルツェンドルファー (Ernst Märzendorfer) 1953年 - 1958年
- マインラート・フォン・ツァリンガー 1959年
- ムラデン・バシチ (Mladen Basič) 1960年 - 1969年
- レオポルト・ハーガー (Leopold Hager) 1969年 - 1981年
- ラルフ・ヴァイケルト (Ralf Weikert) 1981年 - 1984年
- ハンス・グラーフ (Hans Graf) 1984年 - 1994年
- ユベール・スダーン (Hubert Soudant) 1994年 - 2004年
- アイヴァー・ボルトン (Ivor Bolton) 2004年 - 2016年
- リッカルド・ミナージ (Riccardo Minasi) 2017年 ‐ 2024年
- ロベルト・ゴンザレス＝モンハス（英語版） (Roberto González-Monjas)  2024年 ‐